# Sabaudia (departament)
Sabaudia (fr. Savoie, wymowaⓘ, saˈvwa) – francuski departament położony w regionie Owernia-Rodan-Alpy. Utworzony został 15 czerwca 1860. Departament oznaczony jest liczbą 73. Ośrodkiem administracyjnym (prefekturą) i największym miastem departamentu jest Chambéry. W 2010 roku departament zamieszkany był przez 414 959 osób (68 os./km²); powierzchnia departamentu to 6028 km². 
W 2023 roku w skład departamentu wchodziły 273 gminy (lista).

## Miejscowości
Największe miejscowości departamentu (w nawiasach liczba ludności w 2021 roku):

- Chambéry (59 856)
- Aix-les-Bains (31 874)
- Albertville (19 812)
- La Motte-Servolex (12 299)
- La Ravoire (9042)
- Saint-Jean-de-Maurienne (7536)
- Bourg-Saint-Maurice (7187)
- Ugine (7148)
- Cognin (6520)
- Saint-Alban-Leysse (6429)
- Entrelacs (6329)
- Challes-les-Eaux (5617)
- Barberaz (5260)
- Bassens (5136)
- Le Bourget-du-Lac (4933)
- Grésy-sur-Aix (4571)
- Aime-la-Plagne (4421)
- Jacob-Bellecombette (4181)
- Valgelon-La Rochette (4180)
- Saint-Pierre-d’Albigny (4170)
- Montmélian (4058)
- Porte-de-Savoie (3887)
- La Plagne Tarentaise (3814)
- Grand-Aigueblanche (3809)
- Barby (3553)
- Moûtiers (3475)
- Les Belleville (3472)
- Mercury (3411)
- Gilly-sur-Isère (3076)
- Yenne (3063)